# Dark Force : Duel en Aventurie
Pour les articles homonymes, voir Dark Force.
Dark Force : Duel en Aventurie (Dark Force: Duell um Aventurien) est un jeu de cartes à collectionner fantastique qui se déroule en Aventurie, le monde de L'Œil noir. Il fut créé en 1994 par Fantasy Productions et édité par Schmidt Spiele (traduit et édité par Jeux Schmidt en France).
Chaque joueur dispose d'un paquet de cartes, dont la constitution peut décider de la victoire ou de la défaite. Certaines cartes sont courantes, d'autres sont rares. Il y a environ 300 cartes différentes : pays (Länder), armées (Armeen), héros (Helden), objets magiques (magische Artefakte), monstres (Kreaturen) et formules magiques (Zaubersprüche). Chaque joueur recrute des héros et armées, dispose des magiciens et des prêtres pour conquérir les villes, des citadelles voire des provinces entières.

## Contenu d'une boîte de base(Master Box)
- 60 cartes

## Collaborateurs
Conduite de projetWerner Fuchs
Concept de jeuDietrich Limper, Robert Simon
DéveloppementTaro Lachera, Dietrich Limper, Thomas Römer, Robert Simon, Ernst Teppler
Réalisation graphiqueDietrich Limper
Règles du jeuWilli Grögl, Andre Helfers, Taro Lachera, Thomas Römer, Robert Simon
DessinsN. Bau, G. Berndt, Rolf Berszuck, T. Chandler, M. Embden, B. Faust, K. Fuchs, R. Gabriel, Jens Haupt, K. Holitzka, Horus, Ina Kramer, S. Lork, N. Lösche, E. Nieto, J. Ochmann, A. Pfannkuch, V. Poyser, A. Rauth, D. Rottermund, M. Sommer, J. Thüring, C. Wlodkowski, C. Wolfe
TestsGregor Aschenbroich, Oliver Blombach, Ralf Fellenberg, Willi Grögl, Tanja Held, Andre Helfers, Taro Lachera, Sweat Loaf, Klaus Meier, Kurt Rühl, Ernst Teppler